# Eleutherodactylus sciagraphus
Espèce
Statut de conservation UICN

 CR A3c; B2ab(iii) : 
En danger critique
Eleutherodactylus sciagraphus est une espèce d'amphibiens de la famille des Eleutherodactylidae.

## Répartition
Cette espèce est endémique d'Haïti. Elle se rencontre de 1 060 à 1 080 m d'altitude dans le Massif de la Hotte.

## Publication originale
- Schwartz, 1973 : Six new species of Eleutherodactylus (Anura, Leptodactylidae) from Hispaniola. Journal of Herpetology, vol. 7, no 3, p. 249-273.